# Гредескул Сергій Андрійович
Сергій Андрійович Гредескул (12 березня 1942, м. Свердловськ, нині Єкатеринбург, Російська РФСР, СРСР — 7 жовтня 2023, Офакім, Ізраїль) — український та ізраїльський фізик-теоретик, доктор фізико-математичних наук (1990), лауреат Державної премії УРСР в галузі науки і техніки (1985).

## Життєпис
Сергій Гредескул народився 1942 року в місті Свердловську в родині українського науковця-механіка Андрія Гредескула. 
У 1964 році закінчив Харківський державний університет. Учень професора Іллі Ліфшиця. 
Починаючи з 1968 року почав працював у Харківському фізико-технічному інституті, а в 1971 році перейшов до Фізико-технічного інституту низьких температур Академії наук УРСР, де до 1991 року обіймав посаду старшого наукового співробітника. У 1985 році захистив дисертацію на здобуття наукового ступеня доктора фізико-математичних наук, тоді ж був нагороджений Державною премією УРСР в галузі науки і техніки. У 1991 році переїхав на постійне місце проживання в Ізраїль. З 1992 по 2012 роки обіймав посаду професора Університету Бен-Ґуріона в місті Беер-Шева.
Був одружений з Вікторією Гредескул, викладачкою факультету математики університету Бен-Ґуріона.
Загинув 7 жовтня 2023 року в ізраїльському місті Офакім з дружиною внаслідок атаки палестинського ХАМАСу на Ізраїль.

## Наукова діяльність

### Дослідження
- структура енергетичного спектра квазічастинок у невпорядкованих системах;
- статичні, резонансні та оптичні властивості магнітовпорядкованих кристалів;
- посилення звуку потоками заряджених частинок у п'єзодіелектриках і п'єзонапівпровідниках.

### Основні праці
- Введение в теорию неупорядоченных систем. Москва, 1982 (у співавторстві з І. М. Ліфшицем і Л. А. Пастуром);
- К теории прохождения частиц и волн через случайно-неоднородные среды // ЖЭТФ. 1982. Т. 83;
- Spectral characteristics of the impurity band in the structural disorder mode // J. Stat. Phys. 1985. T. 62;
- Плотность состояний вблизи флуктационной границы спектра одномерных несоизмеримых структур // ТМФ. 1985. Т. 62;
- Particle and Wave Transmission in One-Dimensional Disordered Systems // Surveys in Applied Mathematics. Boston, 1995;
- Suppression of Anderson Localization in Disordered Metamaterials // Physical Review Letters. 2007. Vol. 99. Iss. 19;
- Anderson localization in metamaterials and other complex media // Low Temperature Physics. 2012. Vol. 38. Iss. 7. (усі — у співавторстві).

## Нагороди та відзнаки
- Державна премія УРСР в галузі науки і техніки (1985).